# Silnice II/372
Silnice II/372 je silnice II. třídy, která vede z Jevíčka do Chlumu. Prochází obcemi Velké Opatovice a Malá Roudka. Je dlouhá 11,3 km. Prochází dvěma kraji a dvěma okresy. Jedná se komunikaci s velmi špatným povrchem a výmoly.

## Vedení silnice

### Pardubický kraj, okres Svitavy
- Jevíčko (křiž. II/374)

### Jihomoravský kraj, okres Blansko
- Velké Opatovice (křiž. III/3742, III/3723, III/3725)
- Skočova Lhota
- Malá Roudka (křiž. III/3724)
- Svárov
- Chlum (křiž. II/368)